# Divertículo (moluscos)

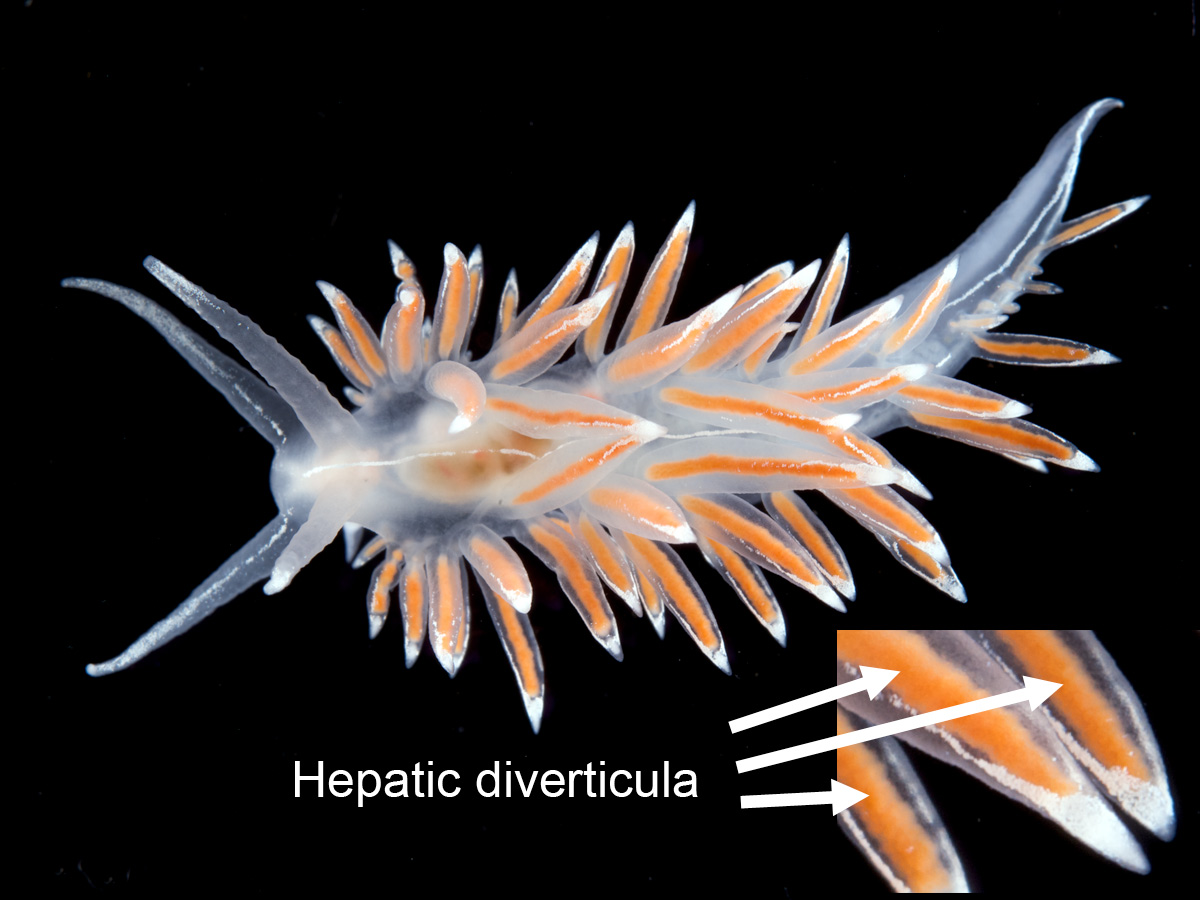
El nudibranquio aeólido Flabellina lineata con agrandamiento de los cerata para mostrar los divertículos hepáticos coloreados.

Aplicado a los moluscos, un divertículo es una característica anatómica. El término se encuentra con mayor frecuencia descrito como divertículos hepáticos o divertículos digestivos, que son términos anatómicos para los órganos que son visibles desde el exterior del cuerpo en un grupo de babosas marinas conocido como nudibranquios aeólidos, opistobranquios o gastrópodos.
El término también se aplica a la anatomía de los moluscos en otros contextos: babosas terrestres como Lehmannia marginata tienen un divertículo cecal y también hay un divertículo en el estómago de ciertos bivalvos.

## Descripción y funciones

### Aeolidida
Los animales individuales dentro del clado nudibranquio <i>Aeolidida</i> tienen una serie de estructuras largas que sobresalen llamadas <i>cerata</i> en su superficie dorsal. Dentro de los cerata de estos nudibranquios se encuentran los divertículos hepáticos, que son una excrecencia de la glándula digestiva o hepatopáncreas del animal. Las cerata son translúcidas, por lo que el contenido de los divertículos es fácilmente visible desde el exterior del animal. Debido a esto, un nudibranquio eólido adquiere automáticamente el color de cualquier sustrato y fuente de alimento en el que vive y se alimenta (por ejemplo, anémonas de mar o hidroides). Visualmente, el animal se camufla cuando está en su fuente de alimento. Los divertículos también tienen otro propósito importante porque transmiten a las puntas de las cerata los nematocistos intactos que se han ingerido de la fuente de alimento. Estas células urticantes sirven para defender al nudibranquio contra la depredación.